# Stuck on You (chanson de Yuna Itō)
Pour les articles homonymes, voir Stuck on You.
Singles de Yuna Itō
Precious
(2006) Losin'
(2006)
Stuck on You est le 4e single de Yuna Itō sorti sous le label Sony Music Entertainment Japan le 9 août 2006 au Japon. Il atteint la 20e place du classement de l'Oricon. Il se vend à 9 837 exemplaires la première semaine, et reste classé pendant 5 semaines, pour un total de 15 980 exemplaires vendus.
These Boots Are Made for Walkin' est une reprise de Nancy Sinatra; elle a été utilisée au Japon, pour une campagne publicitaire de la compagnie Daihatsu, pour des voitures COO.
Dans le clip de Stuck on You, on voit Yuna Itō danser pour la première fois. Elle porte des robes très colorées, et le clip se termine par un "To be continued...", la suite de ce clip est celui de Losin', le single suivant. Stuck on You se trouve sur la compilation Love.

## Titres
| 1. | Stuck on You                                                       | H.U.B                     | Haya10, Maestro-T | 4:19 |
| 2. | These Boots Are Made for Walkin'                                   | Lee Hazlewood、Naomi Ford | Sotte Bosse       | 3:31 |
| 3. | These Boots Are Made for Walkin' -Studio Apartment Impulse Groove- | Studio Apartment          | Studio Apartment  | 4:37 |

## Interprétations à la télévision
- Music Station (18 août 2006)
- MelodiX! (19 août 2006)